# Robert Hanna
Robert Hanna, född 6 april 1786 i Laurens County, South Carolina, död 16 november 1858 i Indianapolis, Indiana, var en amerikansk politiker. Han representerade delstaten Indiana i USA:s senat 1831-1832.
Hanna flyttade 1802 till Indianaterritoriet. Han deltog i Indianas konstitutionskonvent 1816.
Senator James Noble avled 1831 i ämbetet och Hanna blev utnämnd till senaten. Han var motståndare till USA:s president Andrew Jackson. Hanna efterträddes 1832 som senator av John Tipton.
Hanna var ledamot av Indiana House of Representatives, underhuset i delstatens lagstiftande församling, 1832-1833 och 1836-1839. Han var sedan ledamot av delstatens senat 1842-1846.
Hanna blev överkörd av ett tåg. Hans grav finns på Crown Hill Cemetery i Indianapolis.